# جان فرانك
جان فرانك (بالإنجليزية: Ze Frank)‏ (و. 1972  م) هو فنان أمريكي، ولد في غويدرلاند.

## التعليم
تعلم في جامعة براون
.

## جوائز
حصل على جوائز منها:

جوائز ويبي

## وصلات خارجية
- جان فرانك على موقع IMDb (الإنجليزية)
- جان فرانك على موقع ميوزك برينز (الإنجليزية)
- جان فرانك على موقع ميوزك برينز (الإنجليزية)
- جان فرانك على موقع إن إن دي بي (الإنجليزية)

- جان فرانك في قاعدة بيانات الأفلام على الإنترنت